# サクサカーの歌
サクサカーの歌（サクサカーのうた）はtvkの音楽情報番組『sakusaku』で制作された楽曲。『sakusaku』の視聴者（通称「サクサカー」と呼ばれる）を主題にしている。
2005年4月28日発売のDVD『saku saku Ver.1.0』に収録されている。

## 概要
曲ができたきっかけは2003年11月11日放送の「サクサク ちょっといい話」のコーナー内の投稿で、満員電車内で隣の人から携帯電話の待ち受けがジゴロウだったため、話しかけられ恋愛に発展した話を聞いたジゴロウがそのエピソードを基に曲を作った。
その後アレンジが徐々に加えられ2010年3月現在では「サクサカーのうた　テクノポップVersion」が存在する。
番組スポンサーのクレジット画面や視聴者からのメール等紹介時のBGMとして使用されている。 

## 歌詞について
「サクサクを見てたら」で始まる歌詞でサクサクをきっかけに友達・恋人が出来た等という内容を歌っている。
また「巨神兵がっ!ドーン!!」や「乙事主がっ!ブモー!!」等の必殺技も歌詞中にある。
最後に「仲間由紀恵は第3世代」という歌詞があるが、これは松下由樹と仲間が出演していたauのCMをネタにしたもの。